# GeoLITE
GeoLITE, también conocido como USA 158, es un satélite de comunicaciones militar experimental de la clase TRWT-310 perteneciente a los Estados Unidos. Fue lanzado el 18 de mayo de 2001 por un cohete Delta desde Cabo Cañaveral. Porta un experimento de comunicaciones por láser y un transmisor de datos por UHF.